# Ion Heliade-Rădulescu

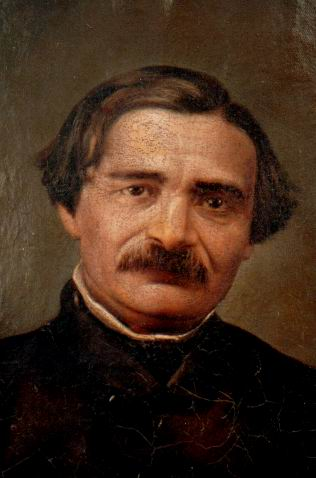
Ion Heliade-Rădulescu

Ion Heliade-Rădulescu (* 6. Januar 1802 in Târgoviște; † 27. April 1872 in Bukarest) war ein rumänischer Schriftsteller, Philosoph, Linguist, Übersetzer und Politiker, außerdem Mitbegründer und erster Präsident der Rumänischen Akademie (Academia Română).

## Biographie
Der Sohn des reichen Grundbesitzers Ilie Rădulescu und seiner Gattin Eufrosina Danielopol wurde früh in Griechisch unterrichtet. Nach 1813 wurde Rădulescu ein Schüler des orthodoxen Mönchs Naum Ramniceanu, wechselte 1815 an die griechische Schule „Schitu Măgureanu“ in Bukarest, sodann 1818 auf das Kollegium „Sfântul Sava“, wo ihn auch Gheorghe Lazăr unterrichtete. Nach seiner Graduierung unterrichtete er dort als Aushilfslehrer Arithmetik und Geometrie. In dieser Zeit nahm er den Nachnamen „Heliade“ anstatt Rădulescu an, der, wie er später erklärte, eine griechische Version seines Patronyms war, die sich aus der rumänischen Version von „Ilie“ ergab.
Nachdem 1822 Gheorghe Lazăr schwer erkrankt war und das Kollegium „Sfântul Sava“ geschlossen wurde, wiedereröffnete Heliade dieses und diente als sein wichtigster Lehrer, zunächst sogar ohne jegliche Form der Vergütung. Er wurde später in diesem Bemühen von anderen Intellektuellen wie Eufrosin Poteca unterstützt und schließlich eröffnete auch eine Kunst-Klasse. Diese Neugründung kam als Folge einer Verordnung des neu eingesetzten Fürsten Grigore IV. Ghica, der die Unterrichtung auch in rumänischer Sprache billigte.

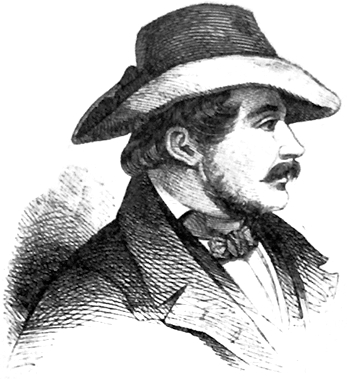
Ion Heliade1848

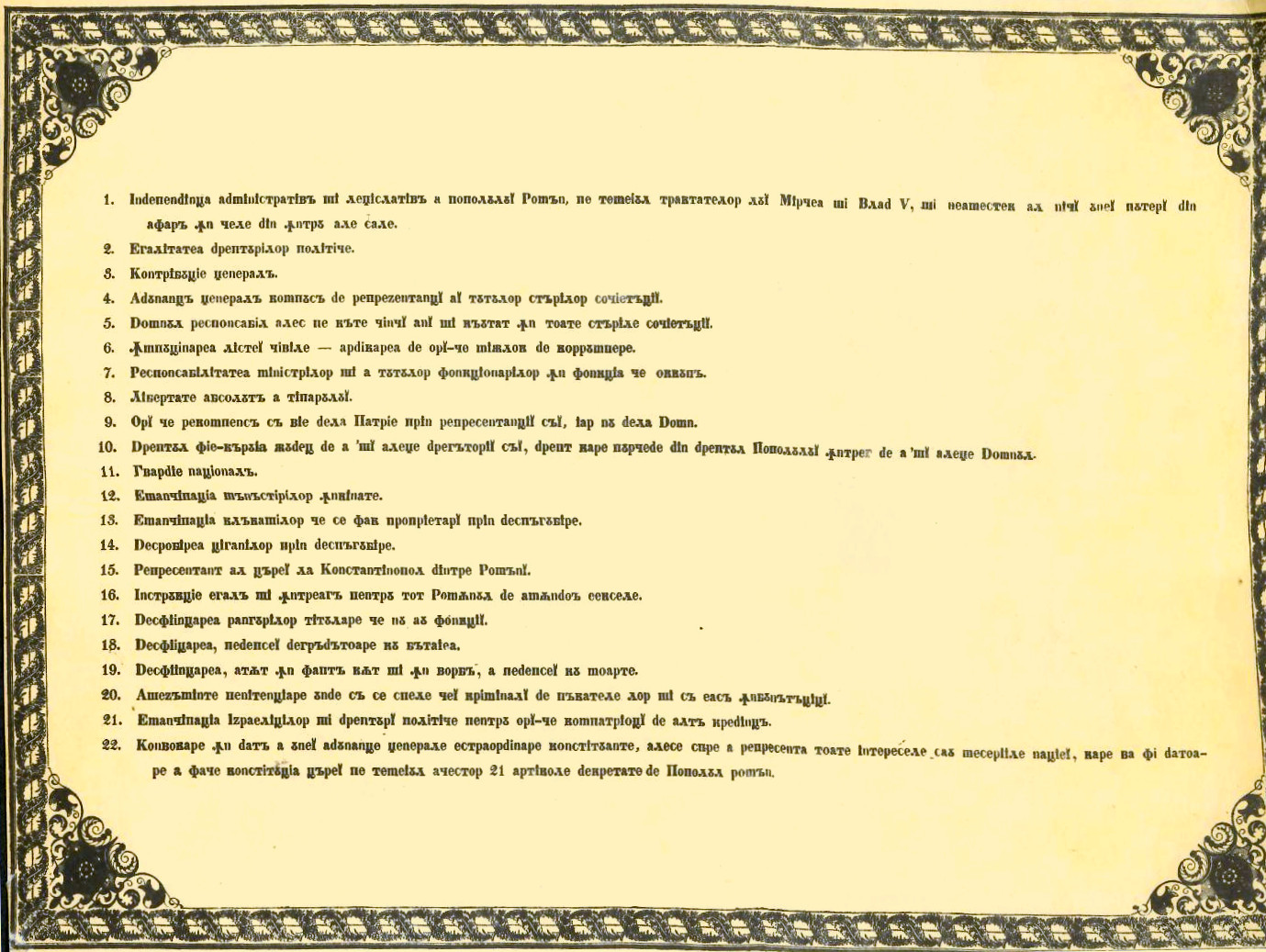
Proklamation von Islaz 1848

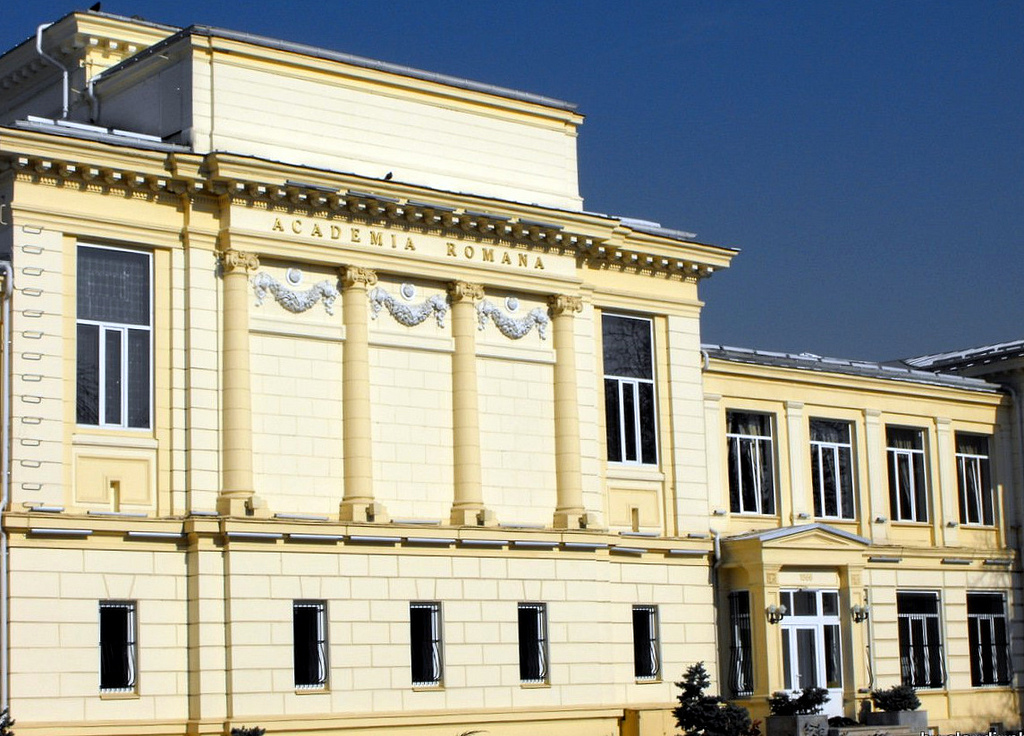
Rumänische Akademie, Bukarest

Zunehmend beteiligte sich Heliade an der Kulturpolitik. Im Jahre 1827 gründeten er und Dinicu Golescu die „Soţietatea literară românească“ („Rumänische Gesellschaft für Literatur“), in dessen Programm die Umwandlung von „Sfântul Sava“ in eine Hochschule vorgeschlagen wurde sowie die Eröffnung eines weiteren solchen Institution in Craiova und die Gründung von Schulen in fast allen Ortschaften der Walachei. Außerdem versuchte die Gesellschaft die Edition rumänischsprachiger Zeitungen zu fördern und forderte ein Ende des staatlichen Monopols auf Druckmaschinen. Die Gruppierung profitierte von Golescus Erfahrungen im Ausland, sodann traten auch zwei zukünftige Fürsten Gheorghe Bibescu und Barbu Dimitrie Știrbei der Organisation bei, deren Charakter auf den Prinzipien der Freimaurerei basierte. Der Hauptsitz war am Podul Mogoşoaiei in Bukarest.
1828 veröffentlichte Heliade in Hermannstadt die „Gramatica Românească“, wobei sich der Autor als Reformer der Sprache erwies. So unterstützte er die Vereinfachung des kyrillischen Alphabets, die phonetische Rechtschreibung und das Entlehnen von Neologismen aus dem Lateinischen und anderen romanischen Sprachen.
Am  8. Apriljul. / 20. April 1829greg. ließ er zusammen mit Dinicu Golescu, der auch für die Finanzen sorgte, den „Curierul Românesc“ drucken, die erste Zeitschrift in rumänischer Sprache in den rumänischen Fürstentümern. Bald darauf begann er mit Übersetzungen, unter anderem von Alphonse de Lamartine, auch schrieb und dichtete er vermehrt.
Mit der Thronbesteigung Prinz Alexandru II Ghicas 1834, wurde Heliade einer seiner engsten Mitarbeiter, stieg rasch in den Hofämtern auf und bezeichnete sich außerdem selbst als „Hofdichter“. Er wurde auch Direktor der Schule für Gesang, Vortrag und Literatur, die den Zweck verfolgte, professionelle Schauspieler auszubilden. Als junge Reformer in Konflikt mit dem Fürsten kamen, hielt er sich neutral, mit dem Argument, dass alle beteiligten Seiten eine privilegierte Minderheit verträten und rief zur Mäßigung auf. Noch bevor Fürst Ghica von Gheorghe Bibescu abgelöst wurde, hatten sich Heliades Beziehungen zu letzterem verschlechtert. Im Gegensatz zu seinen früheren Aufrufen entschied sich der Schriftsteller mit der liberalen Strömung zu gehen und ihrem konspirativen Widerstand gegen Bibescu, vor allem nach dem Geschäft zwischen ihm und dem Kaufmann Alexander Trandafiloff bezüglich der Minenrechte.
Während der Revolution von 1848 spielte Ion Heliade eine entscheidende Rolle. Die Proklamation von Islaz am  13. Junijul. / 25. Juni 1848greg., dem programmatischen Dokument der walachischen Revolution, wurde von ihm ausgearbeitet und vorgetragen. Er wurde danach Mitglied der Provisorischen Regierung als Erziehungsminister, wobei seine im Allgemeinen versöhnliche Haltung eine Opposition in den Reihen der radikaleren Führer entstehen ließ. Sie ärgerten sich vor allem über dessen Gutheißen der vorrevolutionären Verfassung und seine Unterstützung der osmanischen Herrschaft. Nach der Niederschlagung des Aufstandes, ging der Literat ins Exil und wurde der Anführer derer, die die Aufrechterhaltung der Oberhoheit der Pforte als Verteidigung der rumänischen Länder gegen ein weiteres russisches Vordringen favorisierte. Deswegen stand er in einem fortlaufenden Konflikt mit den anderen wichtigsten Führer der Emigration, wie Nicolae Bălcescu, C. A. Rosetti oder den Brüdern der Brătianu und Golescu. Andererseits leistete er ständig Beiträge zu großen demokratischen Publikationen in Paris wie „Le Siècle“, „La Semaine“, „La Presse“ oder „L’Europe et Amerique“ und pflegte Beziehungen mit führenden französischen Persönlichkeiten wie Pierre-Joseph Proudhon und Élias Regnault. Beides sollte der rumänischen Sache in den kommenden Jahren helfen.
Nach der Evakuierung der russischen Truppen aus den Donaufürstentümern während des Krimkrieges wurde Heliade von der Pforte zum Mitarbeiter von Omar Pascha ernannt, um die rumänische Nation bei den Verhandlungen des Pariser Friedens 1856 zu vertreten. Sein wiederholter Ausdruck der Sympathie für das Osmanische Reich wurde ihm mit dem Titel eines Bey belohnt. Später im Jahr entschied er sich nach Bukarest zurückzukehren, aber sein Aufenthalt war nur von kurzer Dauer, nachdem die österreichischen Behörden, die unter der Führung von Johann Baptist Graf von Coronini-Cronberg die Verwaltung des Staates als neutrale Kraft übernommen hatten, ihn aufgefordert hatten, das Land zu verlassen. Er kehrte nach Paris zurück, wo er außer der Veröffentlichung neuer Werke durch eine eigene Übersetzung der Septuaginta Aufsehen erregte.
Nach der Vereinigung der rumänischen Fürstentümer unter Führung von Alexandru Ioan Cuza kehrte er nach Bukarest zurück und machte „Rădulescu“ wieder zu einem Teil seines Nachnamens. 1863 stattete ihn Fürst Cuza mit einer jährlichen Leibrente von 2.000 Lei aus. Bei den Wahlen von 1866, gewann Heliade-Rădulescu einen Sitz in der Kammer als Abgeordneter für die Stadt Târgovişte. Als Cuza von der Macht durch eine Koalition verschiedener politischen Gruppierungen verdrängt und Karl von Hohenzollern-Sigmaringen als Herrscher eingesetzt werden sollte, war er einer der wenigen Gegner dieses Vorhabens.
Heliade war zusammen mit Costache Aristia und Ion Câmpineanu Mitbegründer des Nationaltheaters von Bukarest, das am 31. Dezember 1852 seine Pforten öffnete. Ein Jahr nach der Gründung der Rumänischen Akademie unter dem Namen „Societatea Academică Romînă“ wurde er 1867 zu deren ersten Präsidenten gewählt und bekleidete dieses Amt bis zu seinem Tod 1872.

## Werke

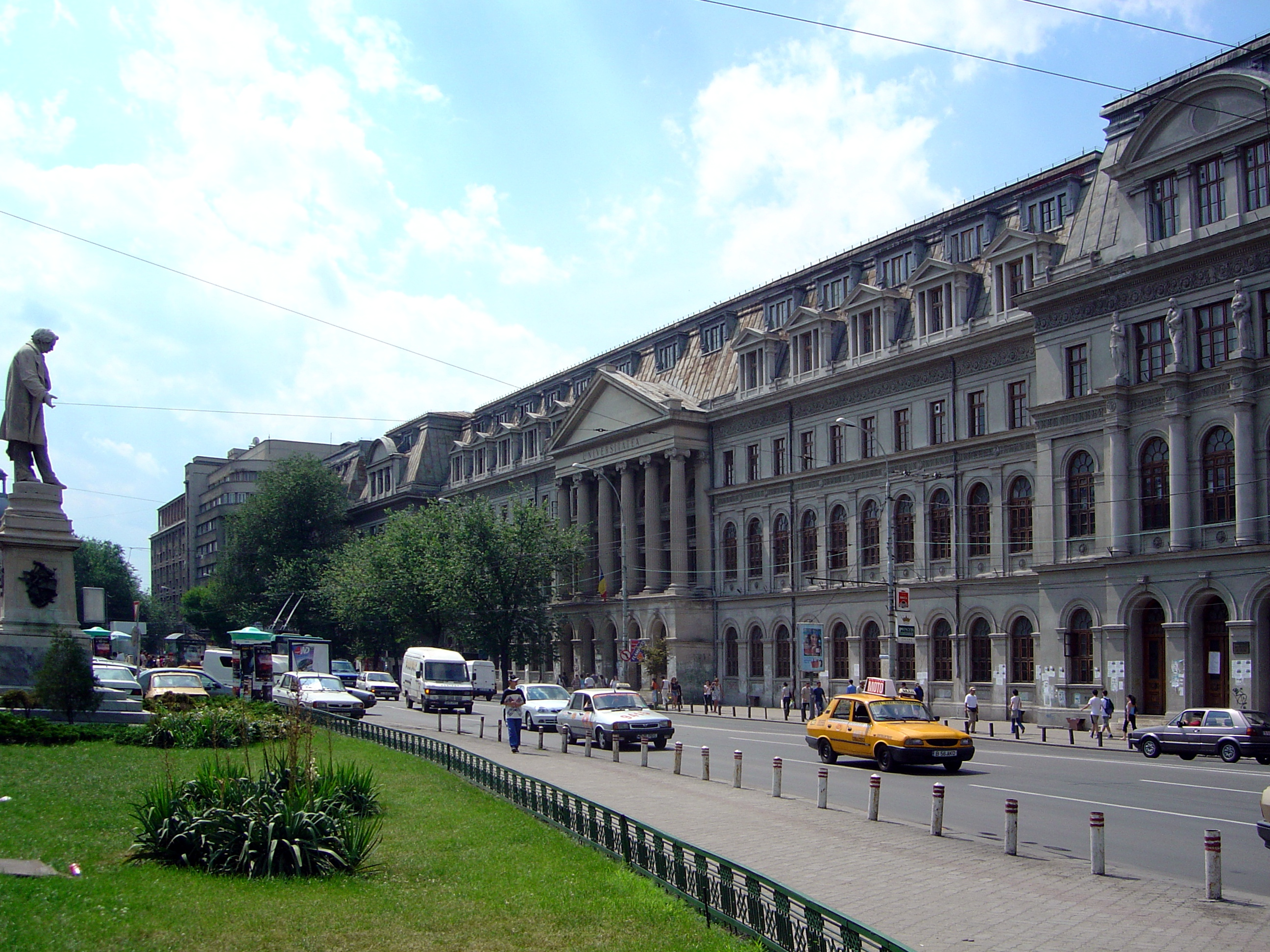
Statue von Ion Heliade-Rădulescu, Universitätsplatz in Bukarest

### Prosa
- Prolog la serbarea numelui preaînălţatului nostru domn Alexandru D. Ghica 1835 aug. 30
- Dispoziţiile şi încercările mele de poezie
- Gheorghe Lazăr
- Bată-te Dumnezeu! (Coconiţa Drăgana)

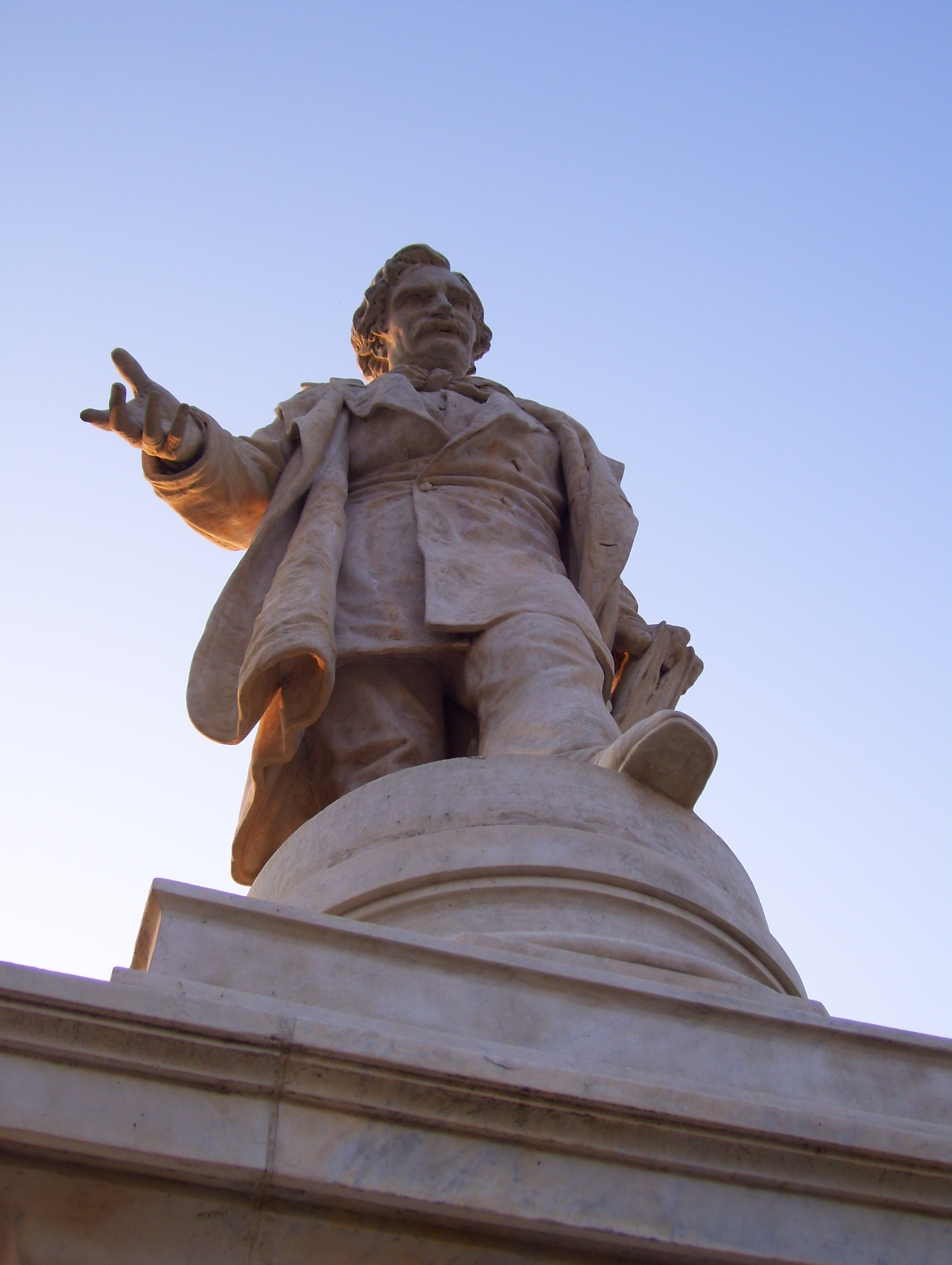
Statue des Ion Heliade-Rădulescu, Bukarest

- Coconul Drăgan
- Fata lui Chiriac

### Gedichte
- Sonet la anul 1830
- Epigramă
- Elegie I. Trecutul
- Elegie II. Dragele mele umbre
- Cântarea dimineţii
- Sonet
- La moartea lui Cârlova
- Serafimul şi heruvimul sau Mângâierea conştiinţei şi mustrarea cugetului
- Portret
- Adio la anul 1832
- Destăinuirea
- Visul
- O noapte pe ruinele Târgoviştii
- Odă asupra aniversării de 2 sept. 1829
- Odă la pavilionul grecesc
- La un poet exilat
- Calul, vulpea, lupul
- Epitafe
- Cumetria cioarei când s-a numit privighetoare
- La Elvira
- Cutremurul
- Ingratul
- Vulturul şi bufa
- Zburătorul
- Mihaida
- Epitaf la o femeie cochetă
- În aşteptarea lui 1848. Preziua. Psalm
- Sânta cetate (Terţa rima)
- La Schiller
- Dulcamara
- Muştele şi albinele
- Corbul şi Vulpea
- Areopagul bestiilor
- Un muieroi şi o femeie
- Mircea şi Lazar
- Poezia
- Adio la patrie
- La Maria
- Primul baciu
- Un buchet de mireasă
- Portretul
- Anatolida sau Omul şi forţele

### Übersetzungen
- Suvenirul de Alphonse de Lamartine
- Războiul de Alphonse de Lamartine
- Corbul şi vulpea de Jean de La Fontaine
- Singurătatea de Alphonse de Lamartine
- Seara de Alphonse de Lamartine
- Lacul de Alphonse de Lamartine
- Toamna de Alphonse de Lamartine
- Imnul nopţii de Alphonse de Lamartine
- Romanţă de George Gordon Byron (Lord Byron)
- Poema didactică după Boileau şi Horaţiu de Nicolas Boileau
- Cântarea dracilor în preziua potopului de George Gordon Byron (Lord Byron)
- Depărtarea de Paolo Antonio Rolli
- Foile şi cărbunele de P. Viennet
- Coada momiţelor de P. Viennet
- La amantă de Sappho
- Margherita de A. Dumas
- Lament amoros de Iacopo Vittorelli
- Poetul murind de Alphonse de Lamartine
- Cavalerul Toggenburg de Friedrich Schiller
- Arpa lui David de George Gordon Byron (Lord Byron)

Quelle: